# Imi
Imi va ser un dels pretendents al tron d'Accad i segurament rei, a la mort de Xar-Kali-Xarri, cap a la meitat del segle xxiii aC.

La Llista de reis sumeris menciona quatre reis que entre tots van governar tres anys però no se sap quant de temps va governar cadascun o si ho va fer sol o amb altres al mateix temps. La Llista s'expressa així:
| « | Xar-Kali-Xarri, fill de Naram-Sin, va ser rei durant 25 anys; després qui va ser rei? Qui no va ser rei? Va ser rei Irgigi? Va ser rei Nanum? Va ser rei Imi? va ser rei Elulu? Els quatre van accedir al poder reial i van regnar durant tres anys. | » |